# Misiunea militară franceză în Japonia (1884–1889)

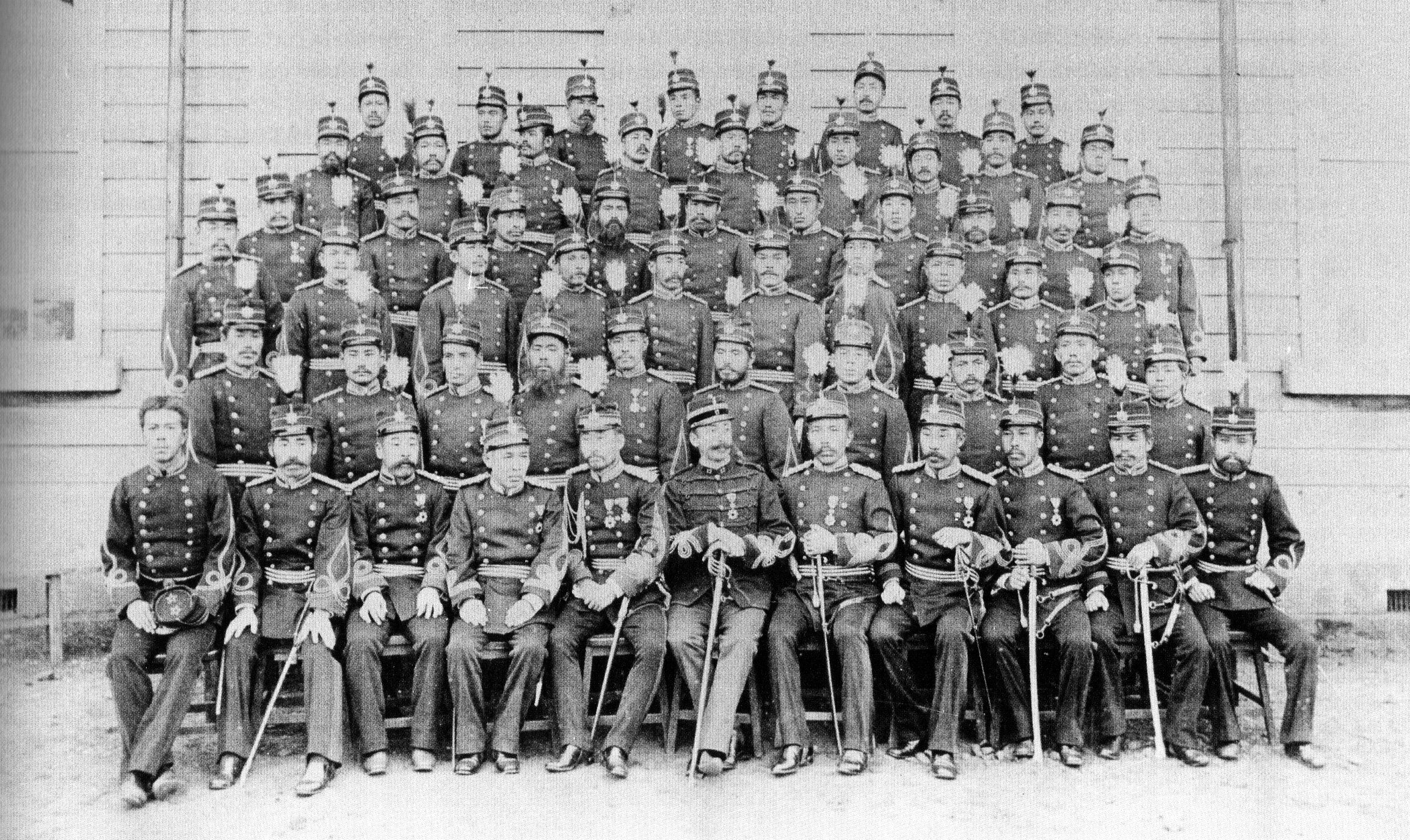
Căpitanul Étienne de Villaret (în centru, în primul rând), membru al celei de-a treia misiune militare franceze în Japonia, alături de studenții Academiei militare Ichigaya.

Misiunea militară franceză în Japonia din 1884–1889 a fost a treia misiune militară trimisă de Paris în această țară și a fost constituită din cinci oameni. 
Aceată misiune a urmat primelor două, cea din  1867-1868 și din  1872-1880, și a avut un rol considerabil în formarea noii Armate Imperiale Nipone.
În perioada 1886 – 1889, Japonia a invitat de asemenea doi ofițeri germani, care au lucrat în paralel cu misiunea franceză, ei având un rol foarte important în reformarea Stratului Major General  a trupelor terestre. 
Pe de altă parte, Franța a câștigat o influență considerabilă în cadrul Marina Imperială Japoneză odată cu angajarea de către niponi a inginerului Louis-Émile Bertin.